# Campo Alegre de Goiás
Campo Alegre de Goiás là một đô thị thuộc bang Goiás, Brasil. Đô thị này có diện tích 2463,014 km², dân số năm 2007 là 4528 người, mật độ 1,8 người/km².